# بحيرة وينيبيغ
بحيرة وينيبيغ (بالإنجليزية: Lake Winnipeg) وهي بحيرة ضخمة يبلغ طولها 24,514-كيلومتر-مربع (9,465 ميل2)، وتقع هذه البحيرة وسط أمريكا الشمالية في مقاطعة مانيتوبا في كندا، حيث تقع حافتها الجنوبية على بعد نحو 55 كيلومتر (34 ميل) شمال مدينة وينيبيغ. وتعد هذه البحيرة الأكبر داخل الحدود الجنوبية الكندية، كما أنها جزء من أكبر مستجمع مائي غير مستغل جنوب دولة كندا.
تعد بحيرة وينيبيغ سادس أكبر بحيرة مياه عذبة في كندا، وثالث أكبر بحيرة مياه عذبة تقع بأكملها داخل كندا، ولكنها ضحلة نسبيًا (إذ يبلغ متوسط عمقها 12 م (39 قدم)) باستثناء قناة عميقة وضيقة تبلغ 36 م (118 قدم) بين الحوضين الشمالي والجنوبي. كما أنها تحتل الترتيب الحادي عشر ضمن أكبر بحيرات المياه العذبة على سطح الأرض. ويتميز الجانب الشرقي من هذه البحيرة بوجود غابات شمالية بكر وأنهار حصلت على دعم بوصفها متنزها للتراث العالمي تابعا للأمم المتحدة محتملاً. تتخذ البحيرة شكلاً مستطيلاً، وتبلغ 416 كـم (258 ميل) من الشمال إلى الجنوب، وتتميز بشواطئها الرملية النائية، ومنحدرات ضخمة من الحجر الجيري، والعديد من كهوف الخفافيش في بعض المناطق. وتستخدم شركة مانيتوبا هايدرو (Manitoba Hydro) البحيرة بوصفها أحد أكبر الخزانات في العالم. وتتضمن البحيرة العديد من الجزر، معظمها غير مستغلة.

## مستجمع للماء

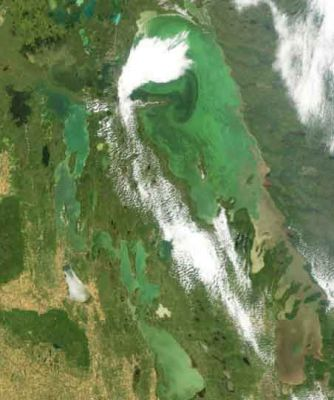
صور بالأقمار الصناعية لبحيرة وينيبيغ

يبلغ حجم المستجمع المائي حوالي 984,200 كيلومتر مربع (380,000 ميل2), ويغطي معظم ألبرتا، وساسكاتشوان، ومانيتوبا، وشمال غرب أونتاريو، وولاية مينيسوتا، وداكوتا الشمالية. وفيما يلي بعض روافدها:
- نهر ساسكاتشوان (ويجري عبر بحيرة سيدار)
- النهر الأحمر (ويتضمن نهر أسينيبوين (Assiniboine))
- نهر وينيبيغ (بحيرة الغابات للصرف، نهر مطير وبحيرة مطيرة)
- نهر دوفين (Dauphin), (بحيرة مانيتوبا للصرف وبحيرة وينيبيجوسيس (Winnipegosis))
- نهر بلودفين (على الجانب الشرقي، ويتصرف من الدرع الكندي)
- نهر الحور (Poplar)
- نهر مانيجوتاغان

تتعرض بحيرة وينيبيغ للصرف شمالاً حيث تصب في نهر نيلسون بمعدل سنوي يبلغ 2066 مترًا مكعبًا في الثانية (72960 قدمًا مكعبًا), وتشكل أجزاء من مستجمع مياه خليج هدسون، والذي يعد واحدًا من أكبر المصارف في العالم. ويعرف هذا المستجمع تاريخيًا باسم روبرت لاند (Rupert's Land) عندما منحت شركة خليج هدسون حقوق الامتياز بها عام 1670.

## تاريخ المنطقة

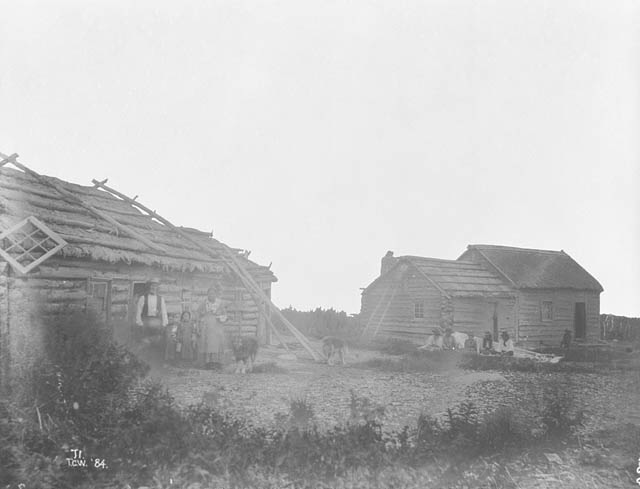
مقر شركة خليج هدسون في بحيرة وينيبيغ, حوالي عام 1884

تعد كلٌ من بحيرة وينيبيغ وبحيرة مانيتوبا من بقايا بحيرة أغاسيز الجليدية. وتسمى المنطقة بين البحيرات بمنطقة إنترليك (Interlake Region)، في حين أن المنطقة بأسرها تسمى سهول مانيتوبا.
ويُعتقد أن هنري كيلسي (Henry Kelsey) كان أول أوروبي يكتشف البحيرة، عام 1690، فتبنى اسمًا من لغة كري وأطلقه على البحيرة: wīnipēk (ᐐᓂᐯᐠ), وهو يعني «المياه الموحلة». وأشار لا فيريندري (La Vérendrye) إلى البحيرة باسم Ouinipigon عندما قام ببناء أول حصونه في المنطقة في ثلاثينيات القرن الثامن عشر. وفي وقت لاحق، أخذت مستعمرة النهر الأحمر إلى الجنوب منها اسم البحيرة ليصبح وينيبيغ، عاصمة مانيتوبا.
وتقع بحيرة وينيبيغ على امتداد واحد من أقدم طرق التجارة في أمريكا الشمالية التي رفرف عليها العلم البريطاني. ولقرون عدة، شهد هذا الطريق ازدهار تجارة الفرو بين مصنع يورك على خليج هدسون (والذي كان لمدة طويلة مقرًا لشركة خليج هدسون) على بحيرة وينيبيغ ومسارات النهر الأحمر إلى التقاء نهري مينيسوتا ونهر مسيسيبي عند سانت باول، مينيسوتا. فكان هذا طريق التجارة الاستراتيجي لـلإمبراطورية البريطانية الأولى. ومع إنشاء الإمبراطورية البريطانية الثانية بعد خسارة بريطانيا للمستعمرات الثلاثة عشرة، حدثت زيادة ملحوظة في التجارة على بحيرة وينيبيغ بين روبرت لاند والولايات المتحدة.

## ظروف الماء

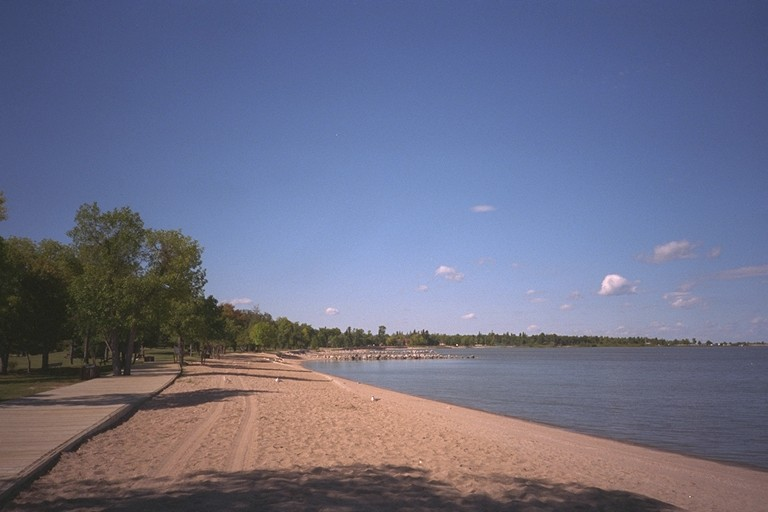
شاطئ وينيبيغ، مانيتوبا

نظرًا لشكل البحيرة الطويل والضيق، تشهد البحيرة مجموعة متنوعة من تأثيرات الـريح والأمواج المثيرة، بما في ذلك الارتفاع المؤقت لمستوى الماء إلى متر تقريبًا عند الشاطئ الجنوبي للبحيرة، في عملية يطلق عليها سيش (هزة مائية). وتحدث عندما تهب الرياح الشمالية بامتداد طول بحيرة وينيبيغ، متسببة في وقوع ضغط أفقي على سطح الماء. فيتحرك سطح الماء في اتجاه الرياح، ويتراكم على امتداد الشواطئ الجنوبية في نفس اتجاه الريح.
وعلاوة على ذلك، فمن المعروف أن مستويات عمق المياه متغيرة للغاية بالقرب من النهاية الجنوبية للبحيرة. وتتميز الشواطئ الترفيهية على الجانب الجنوبي من البحيرة بوجود أرصفة بسيطة وموسمية للسباحين؛ فمن الشائع أن تكون قادرًا على المشي حتى نهاية أحد هذه الأرصفة في أحد الأيام في مياه يصل عمقها إلى خصرك، ثم العودة بعد عدة أيام إلى البقعة ذاتها لتجد أن عمق المياه لا يصل إلا إلى كاحلك، أو ربما تجد الرمال وقد أصبحت ظاهرة.
كما تم الإبلاغ عن إنشاء أنظمة يزيد ارتفاعها عن 1 متر فوق مستويات سطح الماء الطبيعية بالبحيرة على امتداد شواطئ البحيرة الجنوبية الترفيهية، كما سببت الأمواج العالية في حدوث أضرار العاصفة، ومنها فيضان الشاطئ الخلفي، وتعرية خط الشاطئ. ويتم نصب أعلى الأرصفة في الخريف، عندما تكون الرياح الشمالية في أوج قوتها.

## الطحالب والتلوث
تعاني بحيرة وينيبيغ من العديد من المشكلات البيئية مثل الطفرة الهائلة في عدد الـطحالب، الناجمة عن تسرب كميات هائلة من الفسفور إلى البحيرة، وبالتالي عدم امتصاص الكمية الكافية من النيتروجين. كما تقترب مستويات الفسفور من نقطة قد تشكل حينها خطرًا على صحة الإنسان.

## المجتمعات

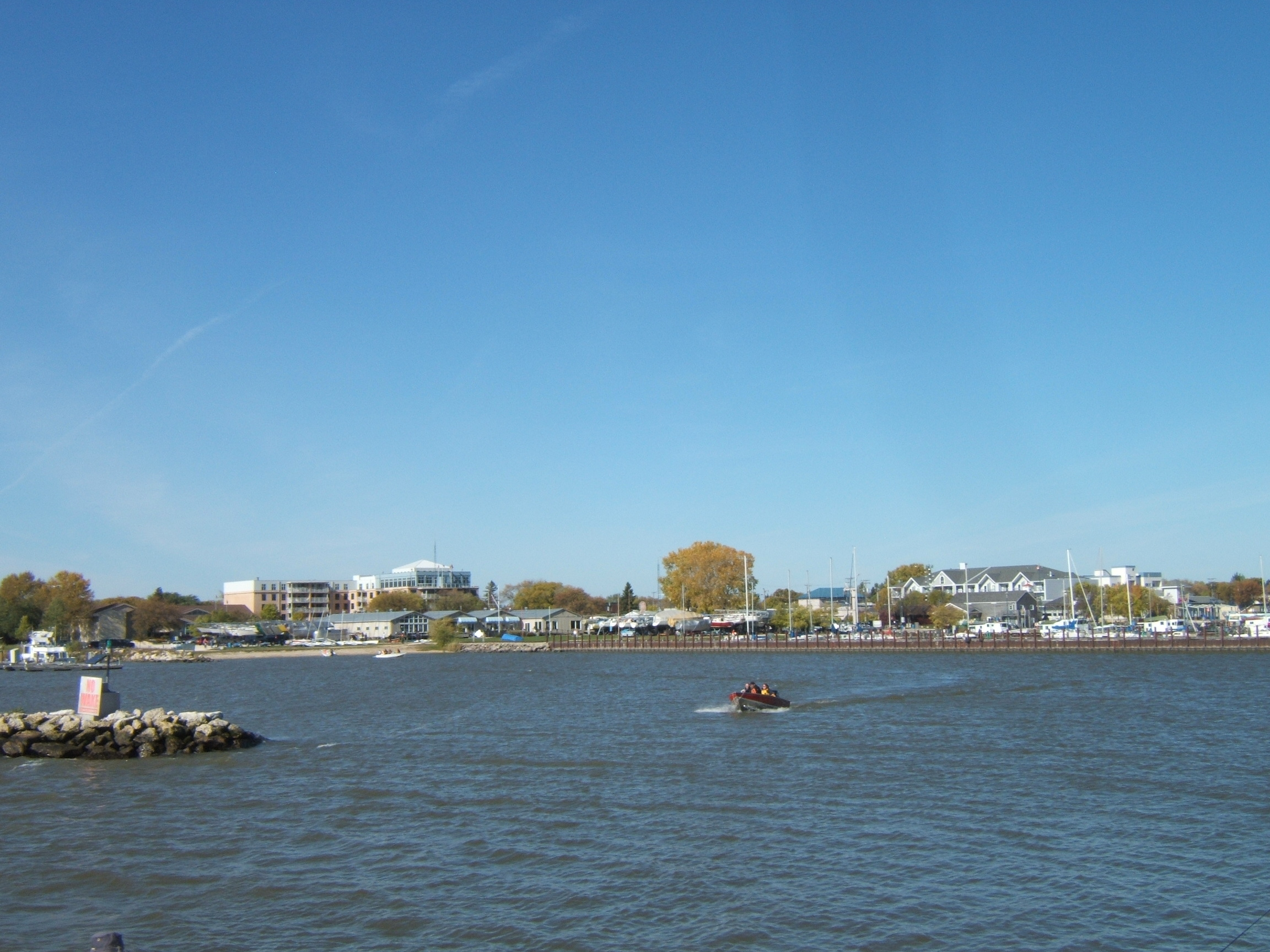
جيملي, مانيتوبا

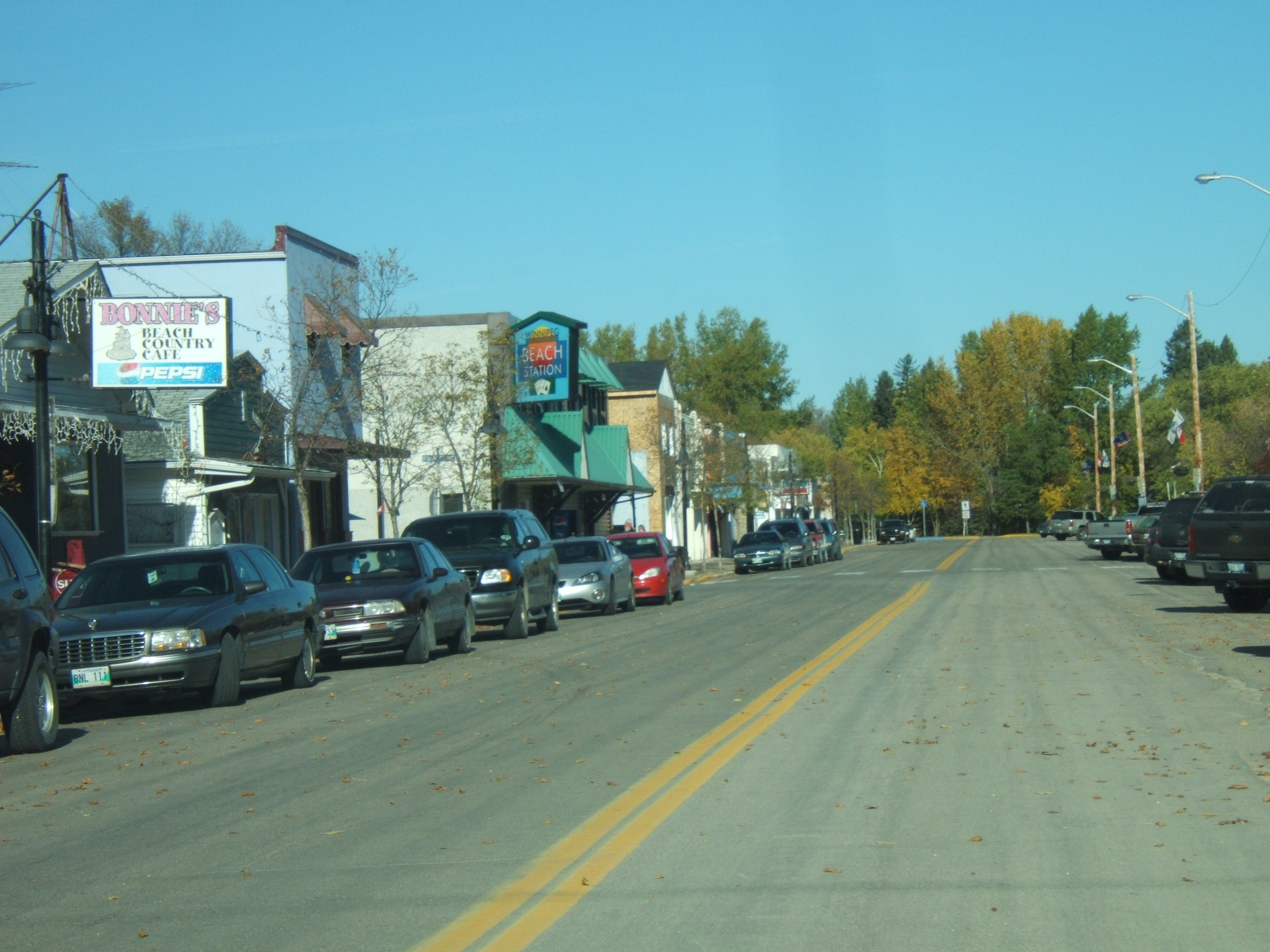
شاطئ وينيبيغ في أكتوبر.

تتضمن مجتمعات البحيرة شاطئ جراند وشاطئ ليستر وريفرتون (Riverton) وجيملي وشاطئ وينيبيغ وشاطئ فيكتوريا وشلالات باين ومانيجوتاجان ونهر بيرينز (Berens) وبلودفين وساندي هوك (Sandy Hook) وجراند رابيدز. كما يوجد عدد من شواطئ المتعة على الجانب الجنوبي للبحيرة، والتي تحظى بشعبية خلال فصل الصيف، وتجذب العديد من الزوار من وينيبيغ، حيث تقع على بعد 80 كم جنوبًا.

## صيد الأسماك
تحظى بحيرة وينيبيغ بعدد من مصايد الأسماك التجارية الهامة. فتشكل عمليات الصيد بها جزءًا رئيسيًا من صناعة الصيد التي يبلغ حجمها في مانيتوبا 30 مليون دولار أمريكي خلال العام. فقد كانت البحيرة مصدرًا رئيسيًا لأسماك عين الذهب (goldeye) في كندا، وهذا هو السبب خلف تسميتها في بعض الأحيان أسماك عين الذهب الوينيبيغية. دخلت أسماك شبوط شائع (سمك) إلى البحيرة عبر نهر الشمال الأحمر وتأسس وجودها هناك. في حين أن أسماك الجاحظ (والتي تسمى بالبيكيريل في مانيتوبا) والسمك الأبيض تشكل سويًا ما يزيد عن 90 في المائة من عمليات الصيد التجاري بالبحيرة.

## النقل
نظرًا لطول البحيرة، ونظام المياه بها، عُدت البحيرة ذاتها طريق نقل له أهميته في المقاطعة قبل وصول السكك الحديدية إلى مانيتوبا. كما أنه ما يزال طريق نقل رئيسي حتى بعد وصول السكك الحديدية إلى المقاطعة. فبالإضافة إلى الزوارق البدائية وقوارب يورك، انتشرت العديد من البواخر في البحيرة، ومنها أنسون نورث أب )Anson Northup), مدينة سيلكيرك City of Selkirk, كولفيل, كينورا (أونتاريو), بريمير Premier,  الأميرة,  وينيتوبا Winnitoba,  ولفرين (Wolverine) وأحدث ما يتم تشغيله بواسطة الديزل وهي سفينة الركاب السياحية لورد سيلكيرك الثاني (MS Lord Selkirk II).
وكما هو مبين في الموسم السادس من حلقات القناة التاريخية سائقو الشاحنات على الطريق الجليدي, بمجرد تجمد البحيرة حتى عمق كافٍ خلال فصل الشتاء، فمن الممكن أن تعبرها الشاحنات لتنقل الحمولات إلى المجتمعات المعزولة في مانيتوبا.

## وصلات خارجية
- The Canadian Encyclopedia
- Lake Winnipeg Research Consortium
- Manitoba Water Stewardship - Lake Winnipeg
- Satellite images of Lake Winnipeg نسخة محفوظة 7 فبراير 2015 على موقع واي باك مشين.